# Haagse Beemden Loop
De Haagse Beemden Loop is een hardloopwedstrijd in Breda over afstanden van onder andere 5 km, 10 km, 15 km en sinds 2014 ook een obstakelloop. Sinds 1990 wordt het jaarlijks gehouden in de maand mei in het stadsdeel Haagse Beemden. Tot 2013 altijd op de eerste zondag van mei, sinds 2014 op de laatste zondag van mei.
Het parcours van de loop gaat door de wijken Heksenwiel en Asterd over fietspaden en polderwegen. Start en finish zijn vanaf 2015 bij BSV Boeimeer. Rond de loop is er een braderie, muziek en diverse kinderattracties. Het sportevenement wordt bezocht door enkele duizenden belangstellenden, jaarlijks zijn er ongeveer 1500 deelnemers, waarmee dit het grootste sportevenement van de Haagse Beemden is en een van de populairste loopevenementen van Breda. Aan de wedstrijdloop doen bekende atleten mee uit binnen- en buitenland.
Vijftienvoudig Nederlands kampioen Tonnie Dirks won de wedstrijd in 1997. In 1999 won de Keniaanse Pamela Chepchumba bij de vrouwen.
In 2002 wonnen de Keniaanse atleten John Kyui de 10 km en Dennis Ndiso de 15 km.
Merel de Knegt won de wedstrijd in 2009.
Endeshaw Negesse, een van de snelste marathonlopers ter wereld, won in 2011.
Jop van der Steen won de 15-km editie in 2015 bij de mannen en Ruth van der Meijden de 10-km editie bij de vrouwen.
Andere bekende Nederlandse atleten die deelnamen zijn: Luc Krotwaar, John Vermeule, Anne van Schuppen, Jeroen van Damme (brons 2004, goud 2005 en 2016), Nadezhda Wijenberg (zilver in 2002, 2007, 2009 en 2013) en Greg van Hest (brons in 2000).
Bekende Belgen die deelnamen: Hans Janssens (brons 2002), Gino Van Geyte (zilver 2009), Guy Fays (zilver 1999, brons 2001 en 2007, Linda Milo (goud in 1997).
De Haagse Beemden Loop bestaat uit de volgende onderdelen:
- 10 km en 15 km wedstrijdloop
- 5 km wheelers
- 5, 10 en 15 km prestatieloop
- Obstacle Trail Run
- familieloop, 1, 2 of 3 ronden van circa 1500 meter door kinderen van Bredase basisscholen en familieleden.